# Szczepan Bajszczak
Szczepan Bajszczak pseud. Kacper, Stary, Zygmunt (ur. 26 grudnia 1892 w Kuflewie w powiecie Mińsk Mazowiecki, zm. latem 1941 w Białymstoku) – działacz Komunistycznej Partii Polski (KPP).

## Życiorys
Syn Józefa, brat Stanisława. Skończył 3 klasy szkoły podstawowej. W 1913 powołany do armii rosyjskiej, w czasie I wojny światowej walczył na froncie niemieckim, w 1916 dostał się do niewoli, z której w 1917 zbiegł. Od 1919 był robotnikiem w Warszawie, pracował w składzie opałowym. Wstąpił do KPRP/KPP, w której działał od 1921, gdy podjął pracę w warszawskiej zbrojowni jako giser. 1926–1928 był sekretarzem Komitetu Dzielnicowego (KD) KPP na Bródnie i Pradze. Za działalność komunistyczną był kilkakrotnie aresztowany, a w 1929 został zwolniony z pracy. W 1931 na polecenie władz KPP wyjechał do ZSRR, gdzie skończył roczną szkołę partyjną. Po powrocie do Polski w sierpniu 1932 został sekretarzem Komitetu Okręgowego (KO) w Radomiu, a na początku 1933 został sekretarzem okręgowym KPP w Płocku. 1933–1936 więziony. Po uwolnieniu członek Komitetu Warszawskiego KPP. W listopadzie 1936 ponownie aresztowany, a w styczniu 1937 osadzony w Berezie Kartuskiej. Od września 1937 do wybuchu wojny we wrześniu 1939 odbywał karę 8 lat więzienia w piotrkowskim więzieniu. Po wydostaniu się z więzienia udał się do Warszawy, gdzie zgłosił się ochotniczo do wojska, ale nie został przyjęty. Po kapitulacji stolicy osiadł w Białymstoku, gdzie został kierownikiem jednej z upaństwowionych przez Sowietów fabryk. Zginął po ataku Niemiec na ZSRR w 1941. Jego brat Stanisław i syn Tadeusz zginęli w powstaniu warszawskim.